# 张长虹
张长虹（1958/59年—），四川成都人，是一位中国企业家，1987年毕业于苏州科技大学。  2000年，张长虹成立上海大智慧投资咨询有限公司。曾擔任上海大智慧股份董事长。2016年7月，中國證券監督管理委員會指控大智慧虚增2013年度利润1.2亿余元。之後张长虹卸任上海大智慧股份董事长等职务。2019年4月，张长虹被拘留。2023年2月20日，大智慧与实控人张长虹达成和解协议，由张长虹本人全额支付大智慧在证券虚假陈述责任纠纷系列案件中已经向相关投资人赔付的赔偿款3.35亿元。